# Pakistan na Letnich Igrzyskach Olimpijskich 1972
Pakistan na Letnich Igrzyskach Olimpijskich 1972 reprezentowało 25 zawodników (sami mężczyźni). Był to 7. start reprezentacji Pakistanu na letnich igrzyskach olimpijskich.

## Zdobyte medale
| Medal  | Zawodnik | Dyscyplina      | Konkurencja | Rezultat |
| ------ | --- | --------------- | ----------- | -------- |
| Srebro | Salim Sherwani, Munawaruz Zaman, Saeed Anwar, Akhtar Rasool, Fazalur Rehman, Mudassar Asghar, Islah-ud-Din, Abdul Rashid, Muhammad Asad Malik, Shahnaz Sheikh, Akhtarul Islam, Riaz Ahmed, Iftikhar Ahmed Syed, Muhammad Zahid Sheikh, Jahangir Butt | hokej na trawie |             |          |

## Skład kadry

### Boks
Mężczyźni
- Jan Balouch – waga musza – 17. miejsce
- Malang Balouch – waga lekkopółśrednia – 17. miejsce

### Hokej na trawie
Mężczyźni
- Salim Sherwani, Munawaruz Zaman, Saeed Anwar, Akhtar Rasool, Fazalur Rehman, Mudassar Asghar, Islah-ud-Din, Abdul Rashid, Muhammad Asad Malik, Shahnaz Sheikh, Akhtarul Islam, Riaz Ahmed, Iftikhar Ahmed Syed, Muhammad Zahid Sheikh, Jahangir Butt – 2. miejsce

### Lekkoatletyka
Mężczyźni
- Nusrat Iqbal Sahi

200 metrów – odpadł w eliminacjach
400 metrów – odpadł w eliminacjach
- Muhammad Siddique – 800 metrów – odpadł w eliminacjach
- Muhammad Younis – 1500 metrów – odpadł w eliminacjach
- Muhammad Ahmed Bashir – 110 metrów przez płotki – odpadł w eliminacjach
- Norman Brinkworth – 400 metrów przez płotki – odpadł w eliminacjach

### Podnoszenie ciężarów
Mężczyźni
- Mohammad Malik Arshad – waga musza – 19. miejsce

### Zapasy
Mężczyźni
- Ditta Allah – waga kogucia, styl dowolny – niesklasyfikowany
- Muhammad Yaghoub – waga półśrednia, styl dowolny – niesklasyfikowany